# Marlene Bojer
Marlene Bojer (18 marzo 1993) è una nuotatrice artistica tedesca.

## Palmarès
- Giochi europei

Cracovia 2023: argento nel programma libero combinato

### Coppa del Mondo
- 1 podio:
  - 1 terzo posto (1 nella gara individuale)